# Юмтханґ

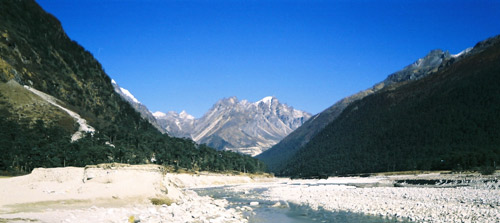
Північ долини

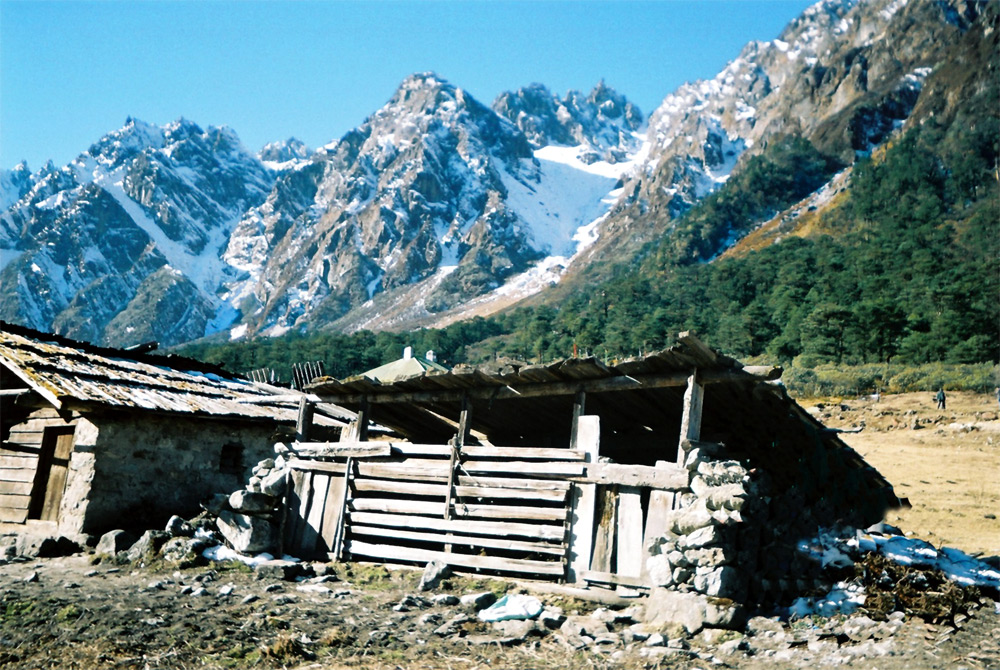
Хатинка і гори навколо долини

Долина Юмтханґ (англ. Yumthang Valley) — долина, що широко використовується для випасу худоби, розташована серед Гімалайських хребтів округу Північний Сіккім індійського штату Сіккім на висоті 3575 м над рівнем моря за 150 км від столиці штату, Ґанґтока. В долині розташований Природний резерв Шінґба, де ростуть 24 види рододендронів. З долини стікає струмок, що є притокою річки Тіста, біля її виходу розташоване місто Лачунґ. Через снігопади доступ до долини закритий з грудня по березень. В долині немає постійних поселень, лише невелика лісова хатинка, улітку мешканці навколишніх поселень приганяють сюди худобу.
| Індія | Це незавершена стаття з географії Індії. Ви можете допомогти проєкту, виправивши або дописавши її. |